# The Condemned
The Condemned is een Amerikaanse actiefilm uit 2007, geschreven en geregisseerd door Scott Wiper. In de hoofdrollen spelen Stone Cold Steve Austin, Vinnie Jones, Robert Mammone, Madeleine West en Rick Hoffman.

## Verhaal
De film gaat over tien ter dood veroordeelden, die door een mediamagnaat die multimiljonair is worden vrijgekocht via corruptie. Deze tien personen worden overgebracht naar een verlaten eiland dat vol met camera's hangt. Daar dienen ze onderling te vechten op leven en dood. Indien er binnen de dertig uur nog één overlevende is, wordt deze vrijgelaten. Heel het gebeuren wordt via een livestream uitgezonden op internet.

## Rolverdeling
| Acteur                  | Personage              | Beschrijving rol |
| ----------------------- | ---------------------- | --- |
| Stone Cold Steve Austin | Jack Conrad/Jack Riley | Deze Amerikaan zit opgesloten in een gevangenis in El Salvador voor het opblazen van een gebouw waarbij verschillende mensen omkwamen. Later blijkt dat zijn echte naam Jack Riley is, een voormalig medewerker van de Delta Force. Hij en Julie zijn de twee enige overlevenden op het hele eiland. |
| Vinnie Jones            | Ewan McStarley         | Hij werkte voor de Britse Special Air Service. Tijdens een vredesmissie in Afrika brandde hij een dorp af. Verder vermoordde hij 17 mannen en verkrachtte 9 vrouwen. Hij wordt op het eiland neergeschoten door Jack. |
| Masa Yamaguchi          | Go Saiga               | Deze Japanner is een huurmoordenaar die een prominente wetgever moest uitschakelen, wat mislukte. Uiteindelijk werd hij veroordeeld omdat hij 27 soldaten vermoordde. Go wordt door Jack uitgeschakeld met een kruisboog. |
| Emelia Burns            | Yasantwa Adei          | Deze Afghaanse was een drugskoerier. Zij werd verkracht door haar dealers. Uit wraak vermoordde zij haar aanvallers en werd daardoor ter dood veroordeeld. Op het eiland wordt zij in eerste instantie geraakt door Ewan's kruisboog en beslist even later om zichzelf op te blazen. |
| Manu Bennett            | Paco Pacheco           | Deze Mexicaan werd veroordeeld voor moorden en overvallen. Tijdens een gevecht met Ewan breekt hij zijn been, maar kan nog ontsnappen. Later wordt hij brutaal afgetuigd door Go en Ewan. Hij sterft nadat Go een pijl in zijn lichaam boort. |
| Dasi Ruz                | Rosa Pacheco           | Deze Mexicaanse is de vrouw van Paco. Zij hielp Paco met de moorden en overvallen en werd daardoor eveneens met de doodstraf berecht. Zij wordt gevangengenomen door Go. Ewan verkracht haar op brutale wijze en trekt daarop de koord uit Rosa's enkelbom. |
| Marcus Johnson          | Kreston Mackie         | Deze Amerikaan ontsnapte in 2002 uit de gevangenis en vluchtte naar Maleisië. Daar startte hij als dealer van hash. Hij werd verliefd op een Maleisische vrouw. Zij werd opgepakt voor drugsbezit. Ze gaf Kreston aan in ruil voor strafvermindering. Adei en Kreston ontmoeten elkaar op het eiland en spreken af om samen te werken. Echter was dit een list van Adei. Terwijl ze Kreston verleidt, trekt ze heimelijk de trekkoord uit zijn bom en vlucht weg. |
| Nathan Jones            | Petr Raudsep           | Een Est beschreven als een gewelddadige moordenaar die betrokken was bij verschillende criminele feiten. Tijdens een gevecht met Jack verliest Petr de trekkoord van zijn bom eerder toevallig. |
| Andy McPhee             | Lamont Bruggerman      | is een Duitser die voor verschillende feiten ter dood werd veroordeeld waaronder moord, verkrachting en racisme. Op het eiland tracht hij Adei te verkrachten. Zij steekt een scherpe tak in zijn nek en raakt daarbij een slagader. Vervolgens verwijdert ze de trekkoord uit Lamont's enkelbom. |
| Rai Fazio               | Teach                  | een Italiaan, werd verdacht van een nachtclub op te blazen. Verder heeft hij acht mensen vermoord over een periode van negen maanden. Hij wordt op het eiland gedropt vanuit een helikopter. Hij komt ten val op een scherp uitsteeksel en sterft onmiddellijk. |
| Rick Hoffman            | 'Goldy' Goldman        | De beste vriend van Ian die instaat voor de regie. Hij heeft het moeilijk met de show, maar doet toch verder omwille van het geld dat hij zal krijgen. Wanneer hij achterhaalt dat Ian alleen wil vluchten en niemand wil betalen, dreigt Goldy om de rest van de crew in te lichten. Daarop wordt hij vermoord door Ian. |
| Robert Mammone          | Ian Breckel            | de producer van "The Condemned" online show. Nadat blijkt dat de FBI hem op de hielen zit, tracht hij stiekem het eiland te verlaten. |
| Tory Mussett            | DJ                     | |
| Sam Healy               | Bella                  | |
| Madeleine West          | Sarah Cavanaugh        | De vrouw van Jack |
| Luke Pegler             | Baxter                 | |
| Angie Milliken          | Donna Sereno           | |